# Compresselater
Compresselater is een geslacht van kevers uit de familie  
kniptorren (Elateridae).
Het geslacht werd voor het eerst wetenschappelijk beschreven in 2006 door Platia & Gudenzi.

## Soorten
Het geslacht omvat de volgende soort:
- Compresselater bicolor Platia & Gudenzi, 2006